# 第四十二屆超級碗
第四十二屆超級碗（英語：Super Bowl XLII）是國家美式足球聯盟第四十二屆超級碗比賽，比賽球隊是新英格蘭愛國者及紐約巨人，於美國東部時間2月3日下午6時半，在亞利桑那州格伦代尔州立農業體育館（時稱「鳳凰城大學體育館」）舉行。最终纽约巨人队凭借终场前35秒的一次成功达阵以17-14赢得超级碗冠军。

## 轉播
- 美國：霍士電視台

## 表演嘉賓
- 國歌：喬丁·斯帕克斯
- 半場表演：Tom Petty and The Heartbreakers

## 外部連結
- 官方網站 （页面存档备份，存于）